# Radio 4 News FM
Radio 4 News FM — британская национальная радиостанция BBC, запущенная в ходе войны в Персидском заливе и работавшая в формате новости в режиме онлайн. Она транслировалась на FM-частотах Radio 4, в то время как её регулярные программы продолжали выходить на длинных волнах. Эта станция также транслировалась на BBC World Service.
Долгосрочное влияние Radio 4 News FM заключалось в том, что популярность радиостанции была воспринята как свидетельство необходимости для BBC иметь работающую в круглосуточном режиме службу новостей. 28 марта 1994 г. в ответ на это была запущена Radio 5 Live.

## История
Когда в 1991 г. коалиционные силы ООН начали военные действия против Ирака после вторжения в Кувейт, BBC прекратила вещание по обычному смешанному графику на FM-частотах Radio 4 и заменила его непрерывно работающей службой новостей, известной сотрудникам как Scud FM, названной в честь "советской ракеты, которыми Саддам Хуссейн обстреливал Тель-Авив.
Сотрудникам BBC удалось запустить 17-часовой новостной радиоканал, который давал слушателю доступ к событиям по мере их развития. Службой руководила Дженни Абрамски, а её продюсировали волонтеры, работающие в выходные дни: Брайан Рэдхед, Джон Хамфрис, Ник Кларк, Робин Люстиг, Николас Уитчелл, Боб Симпсон и Ник Росс. .
Журналистка The Guardian Джорджина Генри писала, что
Продолжение вещания непрерывной службы новостей Radio 4 на частоте FM вызвало трения на BBC. Радионовости и текущие события поддерживаются заместителем генерального директора Джоном Биртом, чтобы поддерживать его работу на время войны. Но другие видят в этом ещё один пример построения империи расширяющимся управлением новостей и текущих событий. И есть опасения по поводу других программ Radio 4, которые сейчас можно услышать только на длинных волнах более низкого качества. Контролёр BBC Майкл Грин смирился с тем, что не сможет вернуть FM до сентября (если война не закончится раньше), когда он станет доминирующей частотой Radio 4. Но, чтобы подчеркнуть тот факт, что FM не заменяет его основную службу, большинство новостных и текущих программ Radio 4 запрещены в расписании FM.
Однако многие руководители и слушатели радио BBC были недовольны потерей службы FM-стерео, поэтому, когда конфликт закончился 2 марта 1991 г., служба новостей прекратила свое существование. В более поздней статье Генри сообщалось, что на закрытие повлияла внутрикорпоративный конфликт внутри BBC, в то время как радиостанция была успешна: её слушали 29 % от аудитории всех станций и 68 % слушателей Radio 4, ещё 1,5 миллиона человек слушали её на длинноволновых и FM-частотах.

### Влияние
Успех Radio 4 News FM убедил корпорацию в потребности национальной с 24-часовым циклом работы новостной радиостанции. Слушатели Radio 4 организовали марш к Broadcasting House с требованием сохранить вещание на FM и AM частотах, когда было высказано предположение, что новая служба может быть запущена на длинноволновой частоте Radio 4.
В газете The Daily Telegraph, Джиллиан Рейнольдс писала:
Теперь, когда Би-би-си мгновенно и эффективно создала новостную сеть, не будет ли огромной тратой средств отказаться от ее изобретения? Ответ очевиден... смелый план состоял бы в том, чтобы свернуть Radio 5, перевести его школьные программы на абонентскую кассетную службу и объединить новости и спорт в новой службе.
Запущенная 27 августа 1990 г. «импровизированная и разрозненная» радиостанцию Radio 5 была заменена на «последовательную и сплоченную … службу интеллектуальных новостей и спорта для более молодой аудитории» Radio 5 Live, начавшую вещание 28 марта 1994 г.